# 5.º Brigada Partisana Kozara
Unidad perteneciente al Ejército Popular Yugoslavo. 
También denominada 5.º Brigada Partisana, fue renombrada 5.ª Brigada de Infantería Ligera Kozara o 5.ª Brigada de Infantería Ligera de la Krajina con la creación del VRS
- Datos: Q115799117